# Kasadera Kannon

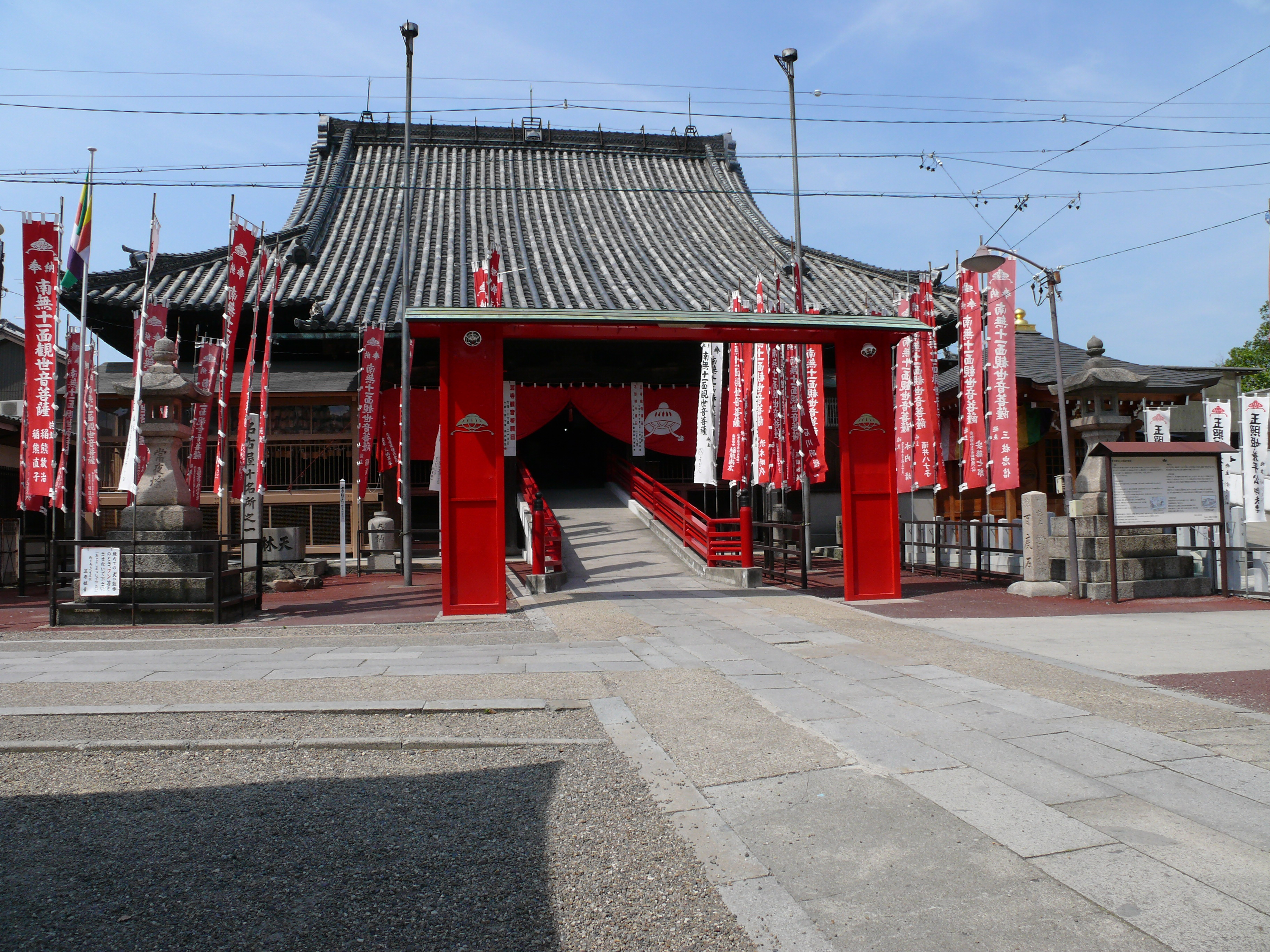
Le Kasadera Kannon à Nagoya

Le Kasadera Kannon, aussi connu sous le nom Ryūfuku-ji (笠覆寺) est un temple bouddhiste situé dans l'arrondissement de Minami, à Nagoya au Japon.
C'est le troisième du pèlerinage des trente-trois Kannon d'Owari.

## Histoire
Le temple est fondé par la secte Shingon. Le Kasadera Kannon dispose d'une porte à niō, d'un certain nombre de petits temples subsidiaires et d'une pagode à un étage. Le temple organise le festival de printemps le 3 février de chaque année et un marché aux puces le 18 de chaque mois.

## Référence
- (en) Cet article est partiellement ou en totalité issu de l’article de Wikipédia en anglais intitulé « Kasadera Kannon » (voir la liste des auteurs).